# Skara hospitalsförsamling
Skara hospitalsförsamling var en församling  i Skara stift i nuvarande Skara kommun. Församlingen uppgick 1832 i Skara landsförsamling.

## Administrativ historik
Församlingen har medeltida ursprung och uppgick 1832 i Skara landsförsamling. Församlingen utgjorde ett eget pastorat till 1791, därefter ingick den i Skara landsförsamlings pastorat.